# Аљаска
{{Држава САД 
| назив = Аљаска 
| пун_назив = Аљаска 
| име_генитив = Аљаске
| застава = Flag of Alaska.svg 
| грб = Seal of the State of Alaska.svg 
| мапа = Alaska in United States.svg 
| надимак = Велика земља / Задња граница
| главни_град = Џуно 
| највећи_град = Енкориџ 
| гувернер = Мајк Данливи 
| службени језик = нема
| површина = 1717854
| копнена површина = 1481347
| водена површина = 236.507
| година_становништво = 2010.
| становништво = 710231
| извор_становништво = 
| густина насељености = 0,39 
| поредак = 49. 
| датум = 3. јануар 1959. 
| временска зона = -{Alaska: UTC−9/−8
Aleutian: UTC−10/−9}- 
| географска ширина = 54°40'N - 71°50'N 
| географска дужина = 130°W - 173°E 
| ширина = 1300 
| дужина = 2380 
| највиша висина = Маунт Макинли 6194 
| најнижа висина = 0 
| поштанска скраћеница =  
| ISO код =  
| страница = www.state.ak.us
}}
Аљаска (енгл. Alaska), држава је САД од 1959. године и налази се у крајњем северозападном делу САД. Највећа је по површини, 1.518.775 km², са бројем становника око 500.000. Прекривена је планинама са активним вулканима и ледницима. Ту се налази и највиши врх Северне Америке (Маунт Макинли) висок 6.149 m. Клима Аљаске је хладна и субполарна, а у приморју умерена континентална и влажна. Највећа река је Јукон, а држава има и многобројна језера. Рудна богатства Аљаске су злато, сребро, бакар, платина, олово, угаљ, уранијум и др. Главни становници (Ескими, Алеути, староседеоци, белци и црнци). Експлоатација нафте задовољава скоро једну четвртину потреба САД. Развијен је и риболов (најчешће на лососе и китове). Укупна зарада Аљаске од риболова и експлоатације рудних богатстава износи око 5 милијарди долара. Прво насеље основали су Руси који контролишу ову територију до 9. априла 1867, када је, услед финансијских тешкоћа у Русији, страха да би Британци могли преузети контролу над територијом те све слабије трговине са насељеницима, за 7.200.000 долара (еквивалент вредности од 151.000.000 долара 2022.) продају Сједињеним Америчким Државама.

## Порекло имена
Име „Аљаска“ добила је у време руског колонијализма, када се помињала као полуострво. Развило се из речи alaxsxaq, што значи дословно „објекат према коме је акција мора усмерена“. Такође је позната као "Alyeska", односно „Велика Земља“, реч изведена из истог корена.

## Географија

### Положај
Аљаска се на копну граничи само са Канадом (територијом Јукон и покрајином Британска Колумбија). На западу је Берингово море и Берингов мореуз деле од Руског далеког истока, на југу излази на Тихи океан и Аљаски залив, а на северу излази на Бофорово море и Северни ледени океан. Налази зе на северозападном делу Северне Америке.

### Рељеф и клима
Рачунајући и бројна острва Аљаска има око 54.720 km обале, што је чини дужом од свих америчких држава заједно.
Западно од Јужног врха аљаског полуострва простиру се Алеутска острва. На Алеутским острвима као и на обалама полуострва налазе се бројни активни вулкани. На острву Унимак, налази се Шишалдин, вулкан са најсавршенијом вулканском купом на свету, симетричнијом од вулкана Фуџијама у Јапану. Ритови и мочваре покривају 487,787 km², а глечерски лед 41,440 km² копна. На Аљасци се налази и највиши врх Северне Америке (Маунт Макинли) висок 6.149 m.
Клима југоисточне Аљаске је умерена океанска у јужном делу и субарктичка океанска у северним деловима. Југоисточни део Аљаске је уједно и највлажнији и најтоплији део државе, и скоро једини део где је просечна највиша дневна температура изнад нуле.
Клима Енкориџа и клима у јужном делу централне Аљаске је прилично блага за ту област, углавном због њене изложености мору. Иако ова регија прима мање кишних падавина од југоисточне Аљаске, прима више снежних падавина, и дани су обично ведрији. Клима ових области је субарктичка.
Клима западне Аљаске је већином условљена утицајем Беринговог мора. То је субарктичка океанска клима на југозападу, и континентална субарктичка клима на даљем северу ове области.
У унутрашњости Аљаске клима је субарктичка. Неке од највиших и најнижих температура појављују се у области око Фарбанкса. Лети температуре достижу и до 30 °C, док зими падају до −51 °C. Падавине су приличноп ретке, али оно што падне зими задржи се током целог годишњег доба.
Највиша и најнижа температура су измерене у унутрашњости Аљаске. Највиша температура која износи 38 °C измерена је у Форт Јукону 27. јуна 1915. Најнижа температура измерена је у Проспект Крику 23. јануара1971. и износила је −62 °C.
Клима на крајњем северу Аљаске је арктичка, са дугим хладним зимама, и кратким и свежим летима. Количина падавина је веома мала негде и мања од 25 cm годишње, и углавном се те падавине састоје од снега који се одржава скоро целе године.

### Хидрографија
Аљаска има више од три милиона језера, ритова и мочвара . На Аљасци се налази скоро половина светских глечера који покривају површину од 41,440 km² копна или 3,110 km² за време плиме. За њу је карактеристичан суподински морфолошки тип ледника. Он је јединствен и велике ширине, а настаје у планинској суподини, односно у подножју планинских венаца спајањем већег броја долинских ледника. Пошто се типски суподински ледници јављају на Аљасци, овај тип се означава и као „аљаски тип ледника”. Познато је 5 суподинских ледника на Аљасци, а највећи међу њима зове се Маласпина. Ледник Маласпина постаје од долинских ледника који се спуштају са планинских врхова Свети Илија (6 000 m). Простире се на површини од 3 500 km². Маласпина почевши од 30-их година 20. века показује тенденцију поступног повлачења те се данас завршава на копну, неколико километара од обале. Од обале је одвојен бедемима чеоних морена високим до 150 m које су обрасле густом четинарском шумом. Најдужа река ове државе је Јукон.

### Флора и фауна
На Аљасци су развијени бројни екосистеми од ливада, планина, и тундра до густих шума, у којима доминирају ситканска смрча, западни хемелок, тамарак, бела бреза, и црвени кедар. Неке од домаћих врста биљака су Aquilegia formosa, Menziesia ferruginea, Myosotis alpestris, Mimulus guttatus, Vaccinium alaskaense, и Matteuccia struthiopteris. Многе врсте животиња које су сматране угроженим у Аљасци су уобичајене. Најпознатије врсте сисара које насељавају Аљаску су мрки медвед, бели медвед, бизон, којот, дабар, рис, и сиви вук. Од птица су заступљени пуфин, преријски соко, белоглави орао, и више врста врабаца. Карактеристичне врсте риба су сребрни лосос, црвени лосос, пастрмка, краљевски лосос, и штука.

## Историја
Аљаску је открио руски истраживач Витус Беринг 1741. године. Прво насеље су подигли Руси 1783. на острву Кодијаку. За време владавине Александра II Русија се налазила у великој економској кризи. Царево решење за тај проблем је била продаја ове регије САД за 7,2 милиона долара (данас би то износило нешто мање од 100 милиона).
Влада Александра II донела је 1867. године одлуку да прода Аљаску, правдајући то удаљеношћу од централне Русије и високим трошковима. Уговор је склопљен након вишесатних преговора између руског изасланика и тадашњег америчког државног секретара. Договорена је купопродаја за 7,2 милиона долара. Касније се испоставило се да је то била једна од најбољих куповина у историји трговине некретнинама. Руски цар имао је тада разлога да одликује свога представника у Вашингтону верујући како је Американцима „подвалио“ огромно дивље пространство (величине два Тексаса) на коме нема ничега осим снега и леда.
Аљаска је 1884. добила статус округа, 1912. званично је проглашена територијом САД, а 1959. ушла је у савез као 49. држава, која уз Хаваје, једина није директно повезана са територијом САД. Аљаска је од 1942. повезана са целим америчким континентом Аљаском саобраћајницом који је део Интерамеричког ауто-пута, дугог 27.000 km.
Староседеоци (Индијанци, Ескими и Алеути) су се опирали уговору (држављанство САД су добили тек 1924. године), а Вашингтон је 1971. године донео решење по ком су домороци добили власништво над око 11% територије и део у енергетским нафтним корпорацијама.

## Демографија
| 1900.  | 1910.  | 1920.  | 1930.  | 1940.  | 1950.   | 1960.   | 1970.   | 1980.   | 1990.   | 2000.   | 2010.   |
| ------ | ------ | ------ | ------ | ------ | ------- | ------- | ------- | ------- | ------- | ------- | ------- |
| 63.592 | 64.356 | 55.036 | 59.278 | 72.524 | 128.643 | 226.167 | 300.382 | 401.851 | 550.043 | 626.932 | 710.231 |

По процени из 2012. Аљаска има око 737.450 становника. Половина данашњег становништва стационирана је у оквиру градског подручја Енкориџ.
Око 25% становништва Аљаске су Индијанци, Ескими и Алеути. Највише има белих досељеника који су похрлили у тај далеки део света после 1896. када је тамо откривено злато. Највећи град је Енкориџ, а мањи градови су Фербанкс, Кечикан, Ситке и Валдес. Главни град је Џуно.
Густина насељености је 0.49 ст/km². Аљаска је најненасељенија држава САД. Око 89% становништва користи енглески језик, док се још користе и шпански, неки индо-европски језици, азијски и староседелачки језици. Од вероисповести на Аљасци су присутне римокатоличка, православна, протестантска, јеврејска, мормонска, будистичка, хинду, и муслиманска религија.
Аљаска је подељена у шеснаест административно-територијалних јединица (области) (енгл. boroughs), сличних окрузима (енгл. counties) у осталим америчким државама. Те области су: Бристолски залив, Денали, Енкориџ, Источни Алеути, Језеро и полуострво, Југоисточни Фербанкс, Кечикан, Кинај, Кодијак, Матануска-Суситна, Северни нагиб, Северозападна арктичка област, Ситка, Фербанксова северњача, Хејнс, Џуно.

### Највећи градови
| Енкориџ Фербанкс | 1.  | Енкориџ    | 291.826 | Џуно Кечикан |
| Енкориџ Фербанкс | 2.  | Фербанкс   | 31.535  | Џуно Кечикан |
| Енкориџ Фербанкс | 3.  | Џуно       | 31.275  | Џуно Кечикан |
| Енкориџ Фербанкс | 4.  | Баџер      | 19.482  | Џуно Кечикан |
| Енкориџ Фербанкс | 5.  | Ник-Фервју | 14.923  | Џуно Кечикан |
| Енкориџ Фербанкс | 6.  | Колеџ      | 12.964  | Џуно Кечикан |
| Енкориџ Фербанкс | 7.  | Ситка      | 8.881   | Џуно Кечикан |
| Енкориџ Фербанкс | 8.  | Лејкс      | 8.364   | Џуно Кечикан |
| Енкориџ Фербанкс | 9.  | Танајна    | 8.197   | Џуно Кечикан |
| Енкориџ Фербанкс | 10. | Кечикан    | 8.050   | Џуно Кечикан |

## Привреда
Због хладне климе и релативно кратког вегетативног периода, ратарство је слабо заступљено на територији Аљаске. Период цветања и раста траје свега 100 дана што смањује могућности за узгој бројних биљних врста, али дуги сунчани летњи дани резултују продуктиван период узгоја. Највише се узгајају кромпир, шаргарепа, салата, и купус.
Произведена храна користи се углавном унутар граница државе. За потребе становника увози се храна из других држава. Запосленост је највећа у индустрији, и од ње се извлачи највећи приход. Индустрија се своди на експлоатацију природних ресурса, превоз и транспорт. Туризам иако је још у процесу развоја значајно доприноси економији. Људи из различитих делова света долазе да би уживали у њеним природним богатствима. На Аљасци постоји само око 500 фарми.

## Политика и администрација
Аљаска није подељена на округе, али зато има организоване општине. Многи гушће насељени делови Аљаске припадају некој од 16 општина које функционишу слично окрузима, али за разлику од њих не обухватају целу територију државе. Главни град је Џуно, а државом управља гувернер Шон Парнел.